# Hvid sovs
|  | Sammenskrivningsforslag Artiklen Hvid sovs er foreslået føjet ind i Bechamelsauce. (Siden februar 2014) Diskutér forslaget |

Hvid sovs  eller lys sovs kan laves som en legeret sauce eller af en jævning eller en opbagning. Bechamelsauce er udelukkende en opbagt sovs og regnes for en grundsauce i det franske køkken. Hvid sovs er en grundsovs eller basissovs, hvortil krydderier, urter, smagsstoffer og farve kan tilsættes.